# Hebron, Illinois
Hebron är ett municipalsamhälle (village) i McHenry County i Illinois. Vid 2010 års folkräkning hade Hebron 1 216 invånare.